# Ядвіга Жищевська
Жищевська Ядвіга, Ядвіга Горайська з Горая, гербу Корчак, (1859-19.?) — дружина Адама Жищевського, внучка Яна Казимира Молодецького, остання власниця палацу Бродівського замку (м. Броди, Львівська область). На основі родинних колекцій у палаці в Бродах вона створила приватний музей портретів, картин та старовинних меблів. Однак, збірки були розграбовані російськими військами у 1915 р., будьонівцями у 1920 р. (в ході радянсько-польської війни) та повністю втрачені під час першої радянської окупації західно-українських земель у 1939—1941 роках.